# كوت سعيد (جزيرة مينو)
كوت سعيد (بالفارسية: کوت‌سعید) هي منطقة سكنية تقع في إيران في قسم جزيرة مينو الريفي. يقدر عدد سكانها بـ 262 نسمة بحسب إحصاء 2016.